# بوژنا استاخورا
بوژنا استاخورا (لهستانی: Bożena Stachura؛ زادهٔ ۱۷ فوریه ۱۹۷۴) بازیگر اهل لهستان است.
از فیلم‌ها یا مجموعه‌های تلویزیونی که وی در آن‌ها نقش داشته‌است، می‌توان به مفقودشدگان، شوپن: میل به عاشقی، رنگ‌های خوشبختی، پدر متیو، قانون حقیقی، ع چون عشق و در خوشی و سختی اشاره نمود.